# 日中友好議員連盟
日中友好議員連盟（にっちゅうゆうこうぎいんれんめい）は、1973年4月に中華人民共和国との友好関係の促進を主な目的とし発足された日本の超党派の議員連盟。

## 概説
前身の「日中貿易促進議員連盟」は日本が台湾（中華民国）と国交していて中華人民共和国とは国交がなかった時代の1952年に創設され、日中国交正常化を求める超党派の親中派議員が結集した議員連盟だった。日中国交正常化の翌1973年に今の名前で結成された。
発足当時は、自由民主党、日本社会党、公明党、民社党、第二院クラブ、無所属国会議員ら400名で結成。当時の会長は藤山愛一郎であった。
日米議員連盟、日英議員連盟、日韓議員連盟と異なり、名称に「友好」という言葉を掲げているのが特徴である。また他国の議員交流組織と比べて異質なのは交流相手の中国側の「議員」というのが全国人民代表大会（全人代）のメンバーであって、そのメンバーは中国共産党一党独裁体制下に共産党の指名や推薦によって選ばれているので日韓や欧米のように一般国民の選挙で選ばれた存在ではないということである。
中国政府はこの議員連盟を公式に「中日友好団体」と認定している。中国政府からこの認定をされている団体は7つあり（「日中友好7団体」）、日中友好議員連盟のほか、日中友好協会、日本国際貿易促進協会、日本中国文化交流協会、日中経済協会、日中協会、日中友好会館がある。
長年、中国政府が対日政治工作機関として活用してきた組織であるとされ、米国政府はこれまでそのことへの警戒を表明してきた。
2019年に発表された米国防省情報局（DIA）の報告は、中国共産党と中国人民解放軍が日本の対中世論や政策を中国側に有利に動かすために「日中友好7団体」を動かしていることを指摘しており、その7つの組織の一つとしてこの日中友好議連連盟の名前があげられている。
日中国交正常化を果たした元内閣総理大臣・田中角栄の影響から、自民党所属議員は木曜クラブ（田中派）の流れをくむ茂木派や田中側近で中国と強いパイプを持つ二階俊博が会長を務める志帥会に所属する議員が多い。

## 所属する議員

### 役員
- 会長：森山裕（自由民主党/衆議院議員）[3][4]

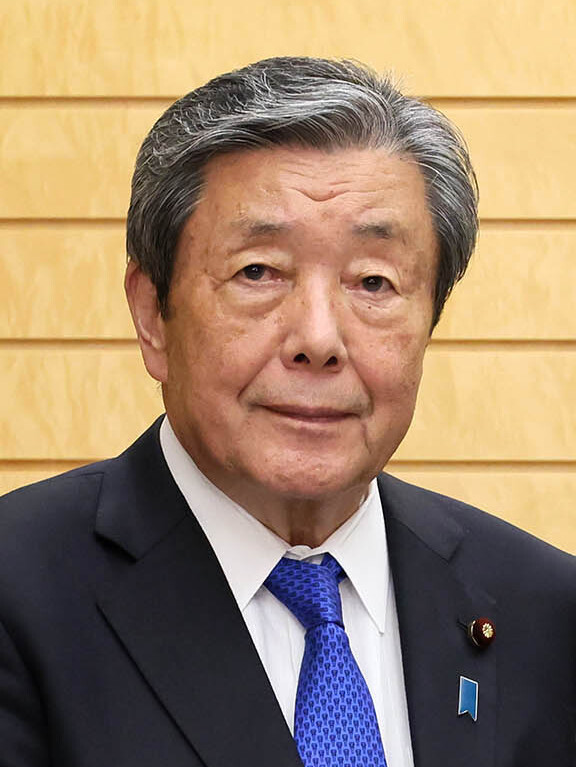
日中友好議員連盟会長 森山裕

- 副会長：岡田克也（立憲民主党/衆議院議員）[5]、海江田万里（立憲民主党/衆議院議員）[6]、赤羽一嘉（公明党/衆議院議員）[7]、志位和夫（日本共産党/衆議院議員）[8]、古川元久（国民民主党/衆議院議員）[9]、福島みずほ（社会民主党/参議院議員）[9]
- 幹事長：近藤昭一（立憲民主党/衆議院議員）[10]
- 事務局長：小渕優子（自由民主党/衆議院議員）[11]
- 事務局次長：小泉龍司（自由民主党/衆議院議員）[4]、浅田均（日本維新の会/参議院議員）[4]
- 幹事：加藤鮎子（自由民主党/衆議院議員）[9]、高村正大（自由民主党/衆議院議員）[7]、宮内秀樹（自由民主党/衆議院議員）[7]、青島健太（日本維新の会/参議院議員）[7]

### 会員
自由民主党
- 井上信治[12]
- 江渡聡徳[13]
- 鶴保庸介[14][注釈 1]
- 平将明[15]
- 西村康稔[16]
- 野田聖子[17]
- 松下新平[18]

日本共産党
- 赤嶺政賢[19]
- 小池晃[20]
- 田村智子[21]

公明党
- 浮島とも子[22]
- 佐藤英道[23]
- 中野洋昌[24]
- 山崎正恭[7]

立憲民主党
- 伊藤俊輔[25]
- 城井崇[26]
- 重徳和彦[27]
- 辻元清美[28]
- 中谷一馬[29]
- 山花郁夫[30]
- 吉川元[15]

日本維新の会
- 馬場伸幸[31]

## 過去に所属

### 元役員
- 藤山愛一郎（元会長・1976年に引退）[2]
- 浜野清吾（元会長・1979年に引退）[32]
- 古井喜実（元会長・1983年に引退）[33]
- 伊東正義（元会長・1993年に引退）[2]
- 林義郎（元会長・2003年に引退）[2]
- 高村正彦（元会長・2017年に引退）[10]
- 林芳正（元会長・2021年に退会）[11]
- 二階俊博（元会長・2024年に引退）[34]
- 小林進（元副会長・1986年に引退）[35]
- 鳩山由紀夫（元副会長・2012年に引退）[36]
- 高木義明（元副会長・2017年に引退）[37]
- 園田博之（元副会長・2018年に死去）[37]
- 北側一雄（元副会長・2024年に引退）[10]
- 竹下亘（元幹事長・2021年に死去）[10]
- 甘利明（元幹事長・2024年に落選）[38]
- 穀田恵二（元事務局次長・2024年に引退）[8][39]
- 江田五月（元顧問・2016年に引退）[37]
- 野田毅（元顧問・2021年に落選）[40]
- 山口那津男（元顧問・2025年に引退）[10]

### 元会員
- 勝間田清一（1986年に引退）[41]
- 不破哲三（2003年に引退）[8]
- 渕上貞雄（2010年に引退）[42]
- 西博義（2012年に引退）[6]
- 遠藤乙彦（2012年に引退）[42]
- 村越祐民（2012年に落選）[6]
- 三日月大造（2014年に議員辞職）[43]
- 町村信孝（2015年に死去）[42]
- 小坂憲次（2016年に引退）[42]
- 菅原一秀（2021年に議員辞職）[44]
- 照屋寛徳（2021年に引退）[45]
- 丸山穂高（2021年に引退）[15]
- 左藤章（2021年に落選）[46]
- 日吉雄太（2021年に落選）[47]
- 藤野保史（2021年に落選）[15]
- 横光克彦（2021年に落選）[42]
- 藤末健三（2022年に議員辞職）
- 市田忠義（2022年に引退）[8]
- 後藤田正純（2023年に議員辞職）[48]
- 山本香苗（2024年に議員辞職）[6]
- 笠井亮（2024年に引退）[49]
- 橋本岳（2024年に落選）[50]
- 若宮健嗣（2024年に落選）[51]
- 鈴木淳司（2024年に落選）[42]
- 伊藤信太郎（2024年に落選）[42]
- 石井正弘（2025年に引退）[52]
- 井上哲士（2025年に落選）[53]
- 佐々木さやか（2025年に落選）[54]
- 矢倉克夫（2025年に落選）[55]